# تيريل أ. مورغان
تيريل أ. مورغان (بالإنجليزية: Terrell A. Morgan)‏ هو لغوي أمريكي، ولد في 22 يناير 1957 في نيوبورت نيوز في الولايات المتحدة.